# محمدعلی حدت
محمدعلی حدّت (زادهٔ ۱۱ شهریور ۱۳۲۷) طراح پوستر فیلم اهل ایران است. حدت نقاشی پوسترهای سینمایی را از ۱۳۴۹ در خانهٔ آگهی ایران زیر نظر احمد مسعودی آغاز کرد و از ۱۳۵۲ به شکل مستقل این پیشه را ادامه داد. او که تا پیش از انقلاب ایران، برای بیش از ۱۰۰ فیلم، نزدیک به ۲۰۰ پوستر  طراحی کرده بود، از ۱۳۶۳ فعالیتش را از سر گرفت و تا ۱۳۷۷ که از این کار کنار کشید، در مجموع حدود ۶۰۰ پوستر فیلم طراحی کرد. او بعدها برای شمار محدودی فیلم بلند و کوتاه نیز پوستر طراحی کرد.
از جمله فیلم‌هایی که حدت برایشان پوستر طراحی کرده می‌توان به ممل آمریکایی، رضا موتوری، هدف، کندو، صدای صحرا، دونده، سردار جنگل، روسری آبی، خارج از محدوده و کانی‌مانگا اشاره کرد.

## آثار
- رضا موتوری (۱۳۴۸)
- آقای جاهل (۱۳۵۱)
- ترکمن (۱۳۵۲)
- گل پری جون (۱۳۵۲)
- ذبیح (۱۳۵۳)
- ممل آمریکایی (۱۳۵۳)
- کندو (۱۳۵۳)
- هدف (۱۳۵۳)
- انگشت‌نما (۱۳۵۳)
- دختر نگو، بلا بگو (۱۳۵۳)
- کینه (۱۳۵۳)
- صدای صحرا (۱۳۵۴)
- بیدار در شهر (۱۳۵۴)
- سینه‌چاک (۱۳۵۴)
- بت (۱۳۵۴)
- بت‌شکن (۱۳۵۴)
- جاهل و رقاصه (۱۳۵۴)
- دلقک (۱۳۵۴)
- ستیز (۱۳۵۴)
- قادر (۱۳۵۴)
- میراث (۱۳۵۴)
- خاکستری (۱۳۵۵)
- شب آفتابی (۱۳۵۵)
- تنها حامی
- یکی خوش‌صدا، یکی خوش‌دست (۱۳۵۵)
- دو کله‌شق (۱۳۵۵)
- زرخرید (۱۳۵۶)
- سردار جنگل (۱۳۶۲)
- دونده (۱۳۶۳)
- خارج از محدوده (۱۳۶۶)
- کانی‌مانگا (۱۳۶۶)
- روسری آبی (۱۳۷۳)